# Ibn al-Yayyab
Ibn al-Yayyab (ابن الجياب الغرناطي Grenade, 1274 - 1349) est un poète de l'époque nasride, auteur de poèmes de style néoclassique. Ses poèmes peuvent se lire de nos jours dans les jardins du Généralife.